# Episodi di Jane Wyman Presents the Fireside Theatre (seconda stagione)
La seconda stagione della serie televisiva Jane Wyman Presents the Fireside Theatre è andata in onda negli Stati Uniti dal 28 agosto 1956 al 14 maggio 1957 sulla NBC.
| nº | Titolo originale        | Prima TV USA      |
| -- | ----------------------- | ----------------- |
| 1  | Ten Percent             | 28 agosto 1956    |
| 2  | Dirty Face              | 4 settembre 1956  |
| 3  | Approved by Censor      | 11 settembre 1956 |
| 4  | The Way to Heaven       | 18 settembre 1956 |
| 5  | Let Yesterday Die       | 25 settembre 1956 |
| 6  | Assignment Champ        | 2 ottobre 1956    |
| 7  | No More Tears           | 16 ottobre 1956   |
| 8  | Two Sides to Everything | 23 ottobre 1956   |
| 9  | Between Jobs            | 30 ottobre 1956   |
| 10 | Father Forgets          | 13 novembre 1956  |
| 11 | The Marked Bullet       | 20 novembre 1956  |
| 12 | Helpmate                | 4 dicembre 1956   |
| 13 | While There's Life      | 11 dicembre 1956  |
| 14 | A Point of Law          | 18 dicembre 1956  |
| 15 | A Place on the Bay      | 25 dicembre 1956  |
| 16 | The Little Black Lie    | 1º gennaio 1957   |
| 17 | Twenty Dollar Bride     | 8 gennaio 1957    |
| 18 | Portrait in Fear        | 15 gennaio 1957   |
| 19 | The Golden Door         | 22 gennaio 1957   |
| 20 | Killer's Pride          | 29 gennaio 1957   |
| 21 | Birthright              | 5 febbraio 1957   |
| 22 | Small Talk              | 12 febbraio 1957  |
| 23 | Farmer's Wife           | 19 febbraio 1957  |
| 24 | A Dangerous Thing       | 26 febbraio 1957  |
| 25 | Married to a Stranger   | 5 marzo 1957      |
| 26 | The Pendulum            | 12 marzo 1957     |
| 27 | The Wildcatter          | 19 marzo 1957     |
| 28 | Mama Bufano's           | 9 aprile 1957     |
| 29 | Not for Publication     | 16 aprile 1957    |
| 30 | Harbor Patrol           | 23 aprile 1957    |
| 31 | The Man in the Car      | 30 aprile 1957    |
| 32 | Night of Terror         | 14 maggio 1957    |
| ?  | A Time to Live          | 27 novembre 1956  |

## Ten Percent
- Prima televisiva: 28 agosto 1956

### Trama
- Guest star: George Baxter (Scott), Paul Frees (Emcee), William Hopper (Rick Gordon), George Montgomery (Mark Weston), Edna Skinner (Eva), Jane Wyman (Laura Ann Roberts)

## Dirty Face
- Prima televisiva: 4 settembre 1956

### Trama
- Guest star: Bobby Driscoll (Johnny Bridges), William Fawcett (Pete), Roberta Shore, Jane Wyman (Martha Quillen)

## Approved by Censor
- Prima televisiva: 11 settembre 1956

### Trama
- Guest star: Tom Brown, Don Haggerty (generale Adams), Paul Hahn (maggiore Edwards), Peter Mark Richman (capitano Rick Jennings), Jane Wyman (tenente Edith Collins)

## The Way to Heaven
- Prima televisiva: 18 settembre 1956

### Trama
- Guest star: Jane Wyman (se stessa  - presentatrice), Buddy Baer (Toro Luez), Bart Braverman (Tony Bedoya), John Doucette (Emil Jesseski), Nacho Galindo (Pepe Martinez), Martin Garralaga (Jesus Maria Sanchez), Edwin Jerome (Bishop O'Neill), Gene Lockhart (padre McCorkle)

## Let Yesterday Die
- Prima televisiva: 25 settembre 1956

### Trama
- Guest star: Jimmy Baird (Davie), Lawrence Dobkin (dottor Rogers), Ruby Goodwin (Eunice), Betty Lynn (Sally), Arthur Space (Mr. Dolan), Katherine Warren (Mrs. Dolan), Adam Williams (Larry), Jane Wyman (Mrs. Norwood)

## Assignment Champ
- Prima televisiva: 2 ottobre 1956

### Trama
- Guest star: Donald Curtis (Barry Clarke), George Eldredge (dottore), Leo Gordon (Joe Bendito), Jack Lambert (Rockey Green), Herb Vigran (Mr. Gordon), Jane Wyman (Susan Clarke)

## No More Tears
- Prima televisiva: 16 ottobre 1956

### Trama
- Guest star: Carl Christian (Red Cap), Robert Cornthwaite (Chris), Edith Evanson (assistente/ addetto), Jack Gargan (agente di viaggio), Barbara Knudson (cameriera), James Nusser (tassista), Jane Wyman (Olivia)

## Two Sides to Everything
- Prima televisiva: 23 ottobre 1956

### Trama
- Guest star: Whit Bissell (Wood), Joe Downing (Peters), Dan Riss (Warden), Simon Scott (Jim), Jane Wyman (Peggy)

## Between Jobs
- Prima televisiva: 30 ottobre 1956

### Trama
- Guest star: Irvin Ashkenazy (Sam), Neville Brand (capitano), Peggy Maley (cameriera), Ralph Meeker (Joe Novak), Jeanette Nolan (Landlady)

## Father Forgets
- Prima televisiva: 13 novembre 1956

### Trama
- Guest star: Robert Burton (Skipper), William Challee (Joe), George Cisar (Hickey), Bruce Gordon (Bob Barns), David Kasday (Buddy), Jess Kirkpatrick (Newt), Robert Osterloh (Thompson), Jane Wyman (Katie Barns)

## The Marked Bullet
- Prima televisiva: 20 novembre 1956

### Trama
- Guest star: Richard H. Cutting (Volunteer), Fred Johnson (First Clown), Ed Kemmer (Young Man), Joseph Wiseman (Will Prentiss), Howard Wright (Old Gentleman), Jane Wyman (Madame Olivia)

## Helpmate
- Prima televisiva: 4 dicembre 1956

### Trama
- Guest star: Jane Wyman (se stessa  - presentatrice), Vince Barnett (Dino), Imogene Coca (Janet Blaine), Glen Gordon (sergente Hogan), Dabbs Greer (Henry Blaine), Harold Huber (Frankie Foster), William Kendis (Cop), Joseph Mell (Good Humor Man), Than Wyenn (Julius Nardico)

## While There's Life
- Prima televisiva: 11 dicembre 1956

### Trama
- Guest star: Vivi Janiss (Ruby), Gordon Jones (Elmer), Henry Jones (Gus), Jane Wyman (Pauline)

## A Point of Law
- Prima televisiva: 18 dicembre 1956

### Trama
- Guest star: Anthony Eustrel (pubblico ministero Drake), Virginia Gregg (giudice Swanson), Virginia Grey (Tracy King), Robert Osterloh, Will J. White (Dan Martin), Jane Wyman (Sidney Brandt)

## A Place on the Bay
- Prima televisiva: 25 dicembre 1956

### Trama
- Guest star: Jane Wyman (se stessa  - presentatrice), Gene Barry (Hal Robertson), Connie Gilchrist (Ma Rivers), Kurt Kasznar (Rick), Gloria Talbott (Laura Robertson)

## The Little Black Lie
- Prima televisiva: 1º gennaio 1957

### Trama
- Guest star: Jane Wyman (se stessa  - presentatrice), Dane Clark (George Heldig), John Harmon (Johnny), Harry Jackson (Steve), Carolyn Jones (Madeline Novak), Peggy Webber (Mrs. Heldig)

## Twenty Dollar Bride
- Prima televisiva: 8 gennaio 1957

### Trama
- Guest star: Claude Akins (Frank Hedley), Jim Hayward (Henry), Gordon Jones (Luke), Jeff Morrow (Vince Harris), Minerva Urecal (Prison Matron), Paul Wexler (Jess), Jane Wyman (Sarah March)

## Portrait in Fear
- Prima televisiva: 15 gennaio 1957

### Trama
- Guest star: Barry Atwater (Marty Belmont), Paul Bryar (Lennie Coil), Lewis Charles (Trusty), Don Garrett (guardia), Mimi Gibson (Sharon), Arthur Hanson (dottor Kirk), Jane Wyman (Paula Miller)

## The Golden Door
- Prima televisiva: 22 gennaio 1957

### Trama
- Guest star: Parley Baer (Mr. Fitch), Clem Bevans (Mr. Mellon), Hans Conried (Maurice Barrett), Preston Hanson (Alfy Penryn), Benny Rubin (Mr. Zinsli), Sarah Selby (Miss Grimm), Minerva Urecal (Mrs. Harrison), Jane Wyman (Cleary Penryn)

## Killer's Pride
- Prima televisiva: 29 gennaio 1957

### Trama
- Guest star: Jane Wyman (se stessa  - presentatrice), Mae Clarke (Mrs. Parker), James Goodwin (Neal), John Kerr (Tom Parr), Gail Kobe (Helen), Hanna Landy (Angela Blake), Robert Osterloh (sceriffo), Fay Wray (Mrs. Parr)

## Birthright
- Prima televisiva: 5 febbraio 1957

### Trama
- Guest star: Kathryn Givney (Mrs. Hurd), Gail Kobe (Mary Collins), Jeanette Nolan (Agnes Rivers), Addison Richards (Mr. Hurd), Tom Tryon (dottor Tom Hurd), Jane Wyman (Ellen Hensley)

## Small Talk
- Prima televisiva: 12 febbraio 1957

### Trama
- Guest star: Frances Bavier, Phillip Pine, Gene Reynolds, Marie Windsor, Jane Wyman (Ann Baker)

## Farmer's Wife
- Prima televisiva: 19 febbraio 1957

### Trama
- Guest star: John Dehner (Henry Latham), Tom Fadden (Steve), Parker Garvie (Pete Sweeney), Beverly Washburn (Nonnie Latham), Jane Wyman (Tita)

## A Dangerous Thing
- Prima televisiva: 26 febbraio 1957

### Trama
- Guest star: Claude Akins (Joe Doby), Frank Cady (Mr. Usher), Jeannie Carson (Sarah Jane Beal), Mary Alan Hokanson (Evelyn)

## Married to a Stranger
- Prima televisiva: 5 marzo 1957

### Trama
- Guest star: Bart Burns (Doc), Burt Mustin (Mr. Tate), Ainslie Pryor (Harry), Simon Scott, Jane Wyman (Susanna Holt)

## The Pendulum
- Prima televisiva: 12 marzo 1957

### Trama
- Guest star: Gene Barry (Brad Nelson), Paul Bryar (sergente), Jack Kruschen (Joe), George N. Neise (Frank), Stuart Randall (Fred), Simon Scott (Paul), Jane Wyman (Laura Kincaid)

## The Wildcatter
- Prima televisiva: 19 marzo 1957

### Trama
- Guest star: Claude Akins, Robert Anderson, Parley Baer (Enos Finney), Frank Cordell, Frank Gerstle, Dabbs Greer (Germie), Virginia Grey, Michael Masters, Louis Zito

## Mama Bufano's
- Prima televisiva: 9 aprile 1957

### Trama
- Guest star: Gloria Blondell (Peggy), Claire Du Brey (Mama), Mario Siletti (Papa), Will J. White (Frank), Jane Wyman (Millie)

## Not for Publication
- Prima televisiva: 16 aprile 1957

### Trama
- Guest star: Tom Conway (colonnello Coldbrace), Walter Kingsford (Eustace Fitzhugh), Cheerio Meredith (Emma), Ainslie Pryor (Bill McGuire), Grant Richards (Steve), Jane Wyman (Violet Fitzhugh)

## Harbor Patrol
- Prima televisiva: 23 aprile 1957

### Trama
- Guest star: Jane Wyman (se stessa  - presentatrice), Neville Brand (Barney Gavin), Bart Burns (Harry), Joe De Santis (capitano Garcia), Leo Gordon (Tim Thatcher), Kevin Hagen (Sam), Jean Howell (Midge), Anthony Lawrence (Jackie), Peter Leeds (Henry), Natalie Masters, Sid Tomack (George), Cara Williams (Dorothy)

## The Man in the Car
- Prima televisiva: 30 aprile 1957

### Trama
- Guest star: Jane Wyman (Martha Carroll), Craig Stevens (Danny Carroll), Ainslie Pryor (Jonas), Charles Herbert (Terry Carroll), Hugh Sanders (Police Officer), Joseph Mell (Man at Counter), Jason Johnson (Pharmacist)

## Night of Terror
- Prima televisiva: 14 maggio 1957

### Trama
- Guest star: William Boyett (agente di polizia statale), Paul Bryar (Harry), Robert Burton (Pop), Ken Clark (Bert), Eilene Janssen (Nancy), Anthony Lawrence (Stranger), Jane Wyman (Diane Nolan)

## A Time to Live
- Prima televisiva: 27 novembre 1956

### Trama
- Guest star: Lisa Montell (Jeanne DuBois), Simon Scott (Ward Howell), Carlos Thompson (Bill)